# Astronidium ligulatum
Astronidium ligulatum är en tvåhjärtbladig växtart som först beskrevs av John William Moore, och fick sitt nu gällande namn av J.F. Maxwell. Astronidium ligulatum ingår i släktet Astronidium och familjen Melastomataceae. IUCN kategoriserar arten globalt som livskraftig. Inga underarter finns listade i Catalogue of Life.